# Andy Williams
Andy Williams (* jako Howard Andrew Williams; 3. prosince 1927 Wall Lake, Iowa, USA – 25. září 2012 Branson, Missouri, USA) byl americký zpěvák a herec.
Jeho rodiče byli Jay Emerson a Florence Williams. Měl tři starší bratry, Boba, Dona a Dicka. V roce 1938 založil spolu s bratry soubor The Williams Brothers. Získal diplom na Western Hills High School v Cincinnati.
Získal několik zlatých i platinových desek.